# Księżopol
Księżopol – dawna wieś i zaścianek. Tereny, na których były położone, leżą obecnie na Białorusi, w obwodzie witebskim, w rejonie brasławskim, w sielsowiecie Słobódka.

## Historia
W latach 1921–1939 wieś i zaścianek leżał w Polsce, w województwie nowogródzkim (od 1926 w województwie wileńskim) w powiecie brasławskim, w gminie Brasław a następnie w gminie Słobódka.
Według Powszechnego Spisu Ludności z 1921 roku zamieszkiwało:
- wieś – 52 osoby, wszystkie były wyznania rzymskokatolickiego. Jednocześnie 44 mieszkańców zadeklarowało polską przynależność narodową a 8 białoruska. Było tu 7 budynków mieszkalnych[4]. W 1931 w 11 domach zamieszkiwało 49 osób[7].
- zaścianek – 12 osób, 5 było wyznania rzymskokatolickiego a 7 staroobrzędowego. Jednocześnie wszyscy mieszkańcy zadeklarowali polską przynależność narodową. Były tu 2 budynki mieszkalne[4]. W 1931 w 7 domach zamieszkiwało 39 osób[7].

Wierni należeli do parafii rzymskokatolickiej w Ikaźni. Wieś i zaścianek w 1933 podlegały pod Sąd Grodzki w Brasławiu i Okręgowy w Wilnie; właściwy urząd pocztowy mieścił się w Ikaźni.
W wyniku napaści ZSRR na Polskę we wrześniu 1939 miejscowość znalazła się pod okupacją sowiecką. Od czerwca 1941 roku pod okupacją niemiecką. W 1944 miejscowość została ponownie zajęta przez wojska sowieckie i włączona do Białoruskiej SRR.
Od 1991 w składzie niepodległej Białorusi.